# MIM-3 Nike Ajax

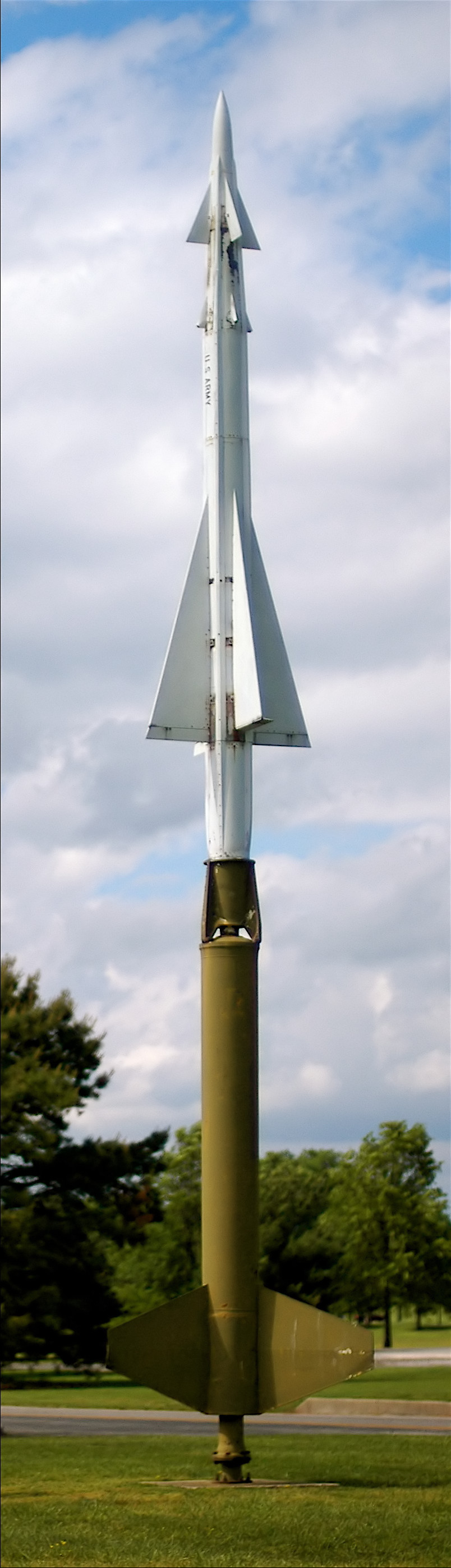
Um Nike Ajax em exibição no Fort Meade Museum em Maryland.

O projeto Nike Ajax foi um míssil terra-ar de dois estágios, construído combinando o foguete auxiliar
Nike como primeiro estágio e o foguete Ajax como segundo.
O Exército Norte Americano, iniciou o seu desenvolvimento logo após a Segunda Guerra Mundial. A Western Electric ficou
sendo a empresa líder do projeto, responsável pelo sistema de radares, computadores, sistemas de orientação e lançadores, ficando a Douglas com a
responsabilidade dos mísseis. Em 1946, ocorreu o primeiro teste. Em 1948 ele tomou a forma definitiva usando o propulsor Nike como primeiro estágio.
Em 1951, ocorreu a primeira interceptação em teste de um bombardeiro bem sucedida.
Ele foi lançado 133 vezes para testes operacionais entre 1952 e 1958. Ele tinha uma massa no lançamento de 1.110 kg,
uma carga útil composta de três cargas explosivas, uma de 5,44 kg, outra de 81,2 kg e outra de 55.3 kg, um empuxo no lançamento de 246 kN e uma altitude
máxima de 21 km. Ele tinha o diâmetro de 30 cm e a altura de 10,61 m. O tempo de queima do primeiro estágio Nike era de 3 segundos, e o segundo
estágio Ajax à combustível líquido tinha um empuxo de 11.6 kN.